# 曾勇
曾勇（1963年10月—），男，中国致公党党员，曾任电子科技大学校长。
1985年7月，曾勇在清华大学自动化专业本科毕业，取得学士学位。1988年7月，曾勇在清华大学系统工程专业取得硕士学位。2000年1月，他在清华大学管理科学与工程专业取得博士学位。1988年7月开始，曾勇在电子科大工作。2001年11月至2013年12月间，他担任电子科技大学经济与管理学院院长。2015年4月起，担任电子科技大学副校长。2018年9月起，担任电子科技大学校长。2024年2月卸任校长职务。
曾勇是第十三届全国政协委员，中国致公党第十五届中央委员会委员，中国致公党四川省第六届、第七届委员会常委。